# Primavera (Manet)

Primavera o Jeanne (en francés: Le Printemps o Jeanne) es una obra del pintor francés Édouard Manet. Creada al óleo sobre lienzo en 1881, la obra de 74 x 51,5 cm muestra a la posterior actriz Jeanne Demarsy, entonces de dieciséis años, con un elegante vestido blanco con decoración floral sobre un fondo vegetal. La imagen es parte de una serie planificada en la que las cuatro estaciones deberían estar representadas por mujeres. De estos, sin embargo, solo se ejecutaron la primavera y el otoño. Manet mostró Primavera en el Salón de París de 1882, donde fue aclamada por la crítica. Se hicieron varios grabados a partir de la imagen y se reprodujo en color ya en 1882. El cuadro Primavera se encuentra en la colección del Museo J. Paul Getty de Los Ángeles.

## Descripción
La pintura muestra a una mujer joven de perfil y medio cuerpo frente a un fondo vegetal. El rostro, que mira a la izquierda, tiene nariz respingona, labios carnosos y una tez clara, ligeramente rosada. Sus ojos marrones miran directamente al borde de la imagen o, como escribe el historiador de arte Gotthard Jedlicka, "adelante con una consideración juvenil, casi infantil". Las pestañas largas y las cejas gruesas y oscuras son claramente visibles. Su cabello, también oscuro, asoma ligeramente ondulado por debajo del sombrero.
El sombrero tiene una decoración de volantes blancos en el borde y varias flores malva y amarillo-blanco en la copa. Su cinta negra larga y ancha se ata en un lazo debajo de la barbilla. Además del sombrero, el vestido blanco ceñido con estampado floral es parte del atuendo a la última moda de Jeanne Demarsy. Tiene cuello alto y cintura de avispa típica de la moda femenina parisina alrededor de 1880. Las mangas de media longitud llegan un poco más abajo del codo. Si bien la tela en la parte superior del brazo también es ajustada, cae en pliegues en el extremo de la manga. El vestido blanco tiene un estampado floral, en el que se pueden ver en detalle flores azules y amarillas. Hacia el borde inferior del cuadro, Manet ha sustituido la factura definida por una pincelada impresionista. Aquí los detalles del diseño de la tela se desdibujan y se reemplazan por pinceladas cortas y verticales.
Por debajo de la manga del vestido la extremidad se cubre gracias a un guante largo color beige. En la muñeca, Mademoiselle Demarsy lleva una fina pulsera de oro con una pequeña perla o piedra preciosa. Su mano izquierda agarra el mango de la sombrilla, que ha colocado sobre su hombro "como el rifle de un soldado". La sombrilla abierta llena la esquina superior derecha y está recortada por el borde derecho. Al igual que los guantes es de tela color beige, y tiene el borde adornado de encaje blanco.
Detrás de Jeanne Demarsy hay un arbusto exuberante con numerosas hojas verdes. Es posible que se trate de un rododendro, que produce sus flores en primavera. Tal flor también se puede ver en la esquina superior izquierda, donde brilla el cielo azul detrás del arbusto. Detrás de las ramas en el borde inferior derecho, la vista aprecia un prado detrás del arbusto, con un banco de jardín. Dos puntos rojos colocados a la derecha sobre el hombro podrían ser otras flores, pero también el techo de una casa. La imagen está firmada 'Manet 1881' en negro en el borde inferior izquierdo.
Para Gotthard Jedlicka, el "jardín salvaje" que se entreve en el fondo representa un contraste con la "gracia urbana" de la figura. En el rostro de la joven ve "un fruto" que parece "la primavera misma esperando para desplegarse". La historiadora del arte Juliet Wilson Bareau señala que con la interacción del vestido floral, la sombrilla, las flores en el sombrero, el cielo azul y el follaje "la imagen de Jeanne evoca inmediatamente la idea de la primavera".

## La primaveracomo parte de un ciclo estacional
El cuadro pertenece a un ciclo proyectado por Manet, en el que bellas mujeres debían representar las cuatro estaciones. La idea vino del amigo de la infancia de Manet, Antonin Proust, quien más tarde adquirió Primavera. La representación de las estaciones personificadas por figuras femeninas tiene una larga tradición y ya se puede encontrar en el arte helenístico y romano. Desde el Renacimiento, los pintores recurrieron repetidamente a este tema y, además de las figuras femeninas, también eligieron pinturas de paisajes para representar las cuatro estaciones. En 1872, el contemporáneo de Manet, Camille Pissarro, pintó las cuatro estaciones como paisajes impresionistas. Sin embargo, Manet no tenía la intención de pintar paisajes ni, en el sentido más estricto, de representar a las mujeres como alegorías. Para él, el foco de la representación estaba en la "típica parisina": jóvenes atractivas con ropa a la moda, como las que el flâneur podía observar en sus paseos por las calles de París o en el Jardín de las Tullerías.
Primavera fue la primera pintura de la serie planificada por Manet. La composición de una figura femenina de perfil sobre un fondo de plantas de jardín podría haberse inspirado en el Retrato de una princesa de la casa de Este de Pisanello, que seguramente Manet conocía de sus numerosas visitas al Louvre. Una referencia a la figura de Flora en el cuadro La primavera de Sandro Botticelli es evidente en el vestido blanco con estampado floral. Manet había visto el cuadro en la Galería Uffizi de Florencia en 1853 durante un viaje a Italia. Otra fuente de inspiración fueron probablemente las xilografías japonesas ukiyo-e, que Manet conocía desde la Exposición Universal de París de 1867 como muy tarde. Por ejemplo, en la serie de retratos de cortesanas creadas por Kitagawa Utamaro está la representación de la Cortesana Hanaôgi de la Casa Ogiya, quien, como Jeanne Demarsy en Primavera, se ve como una figura de medio cuerpo.

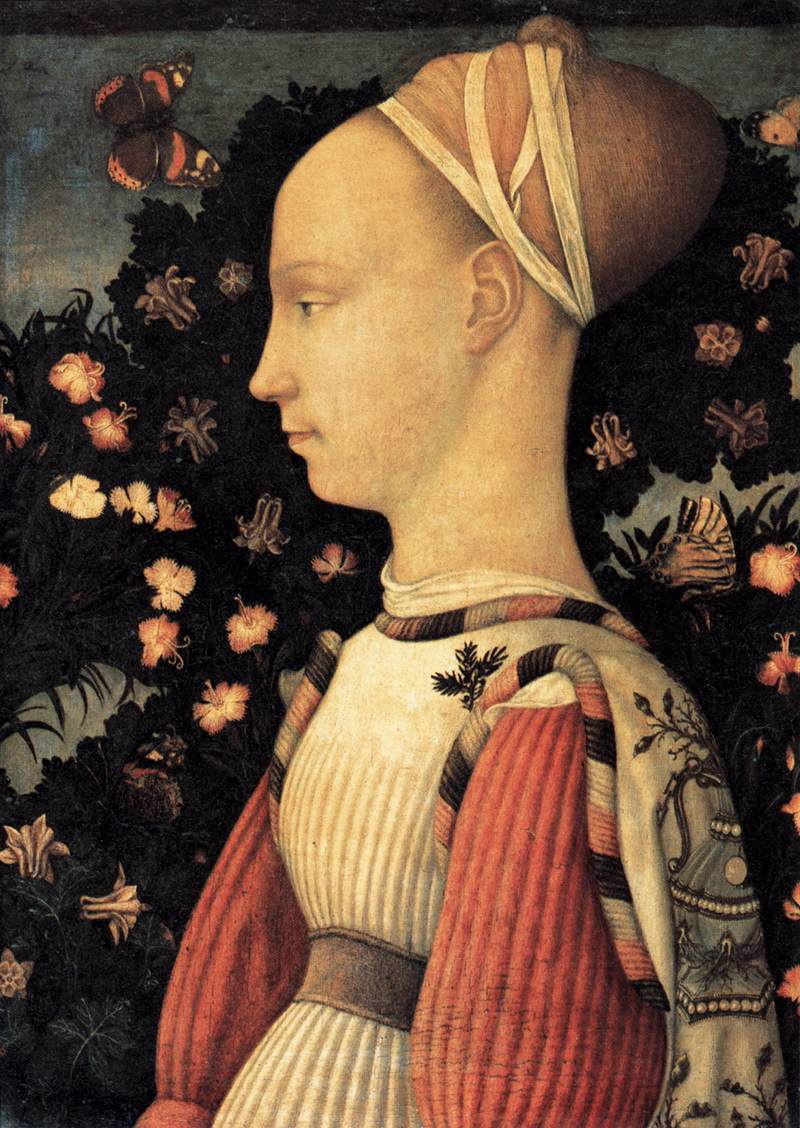
Antonio Pisanello: Retrato de una princesa de la Casa de Este, c.1436–1438 Louvre, París.
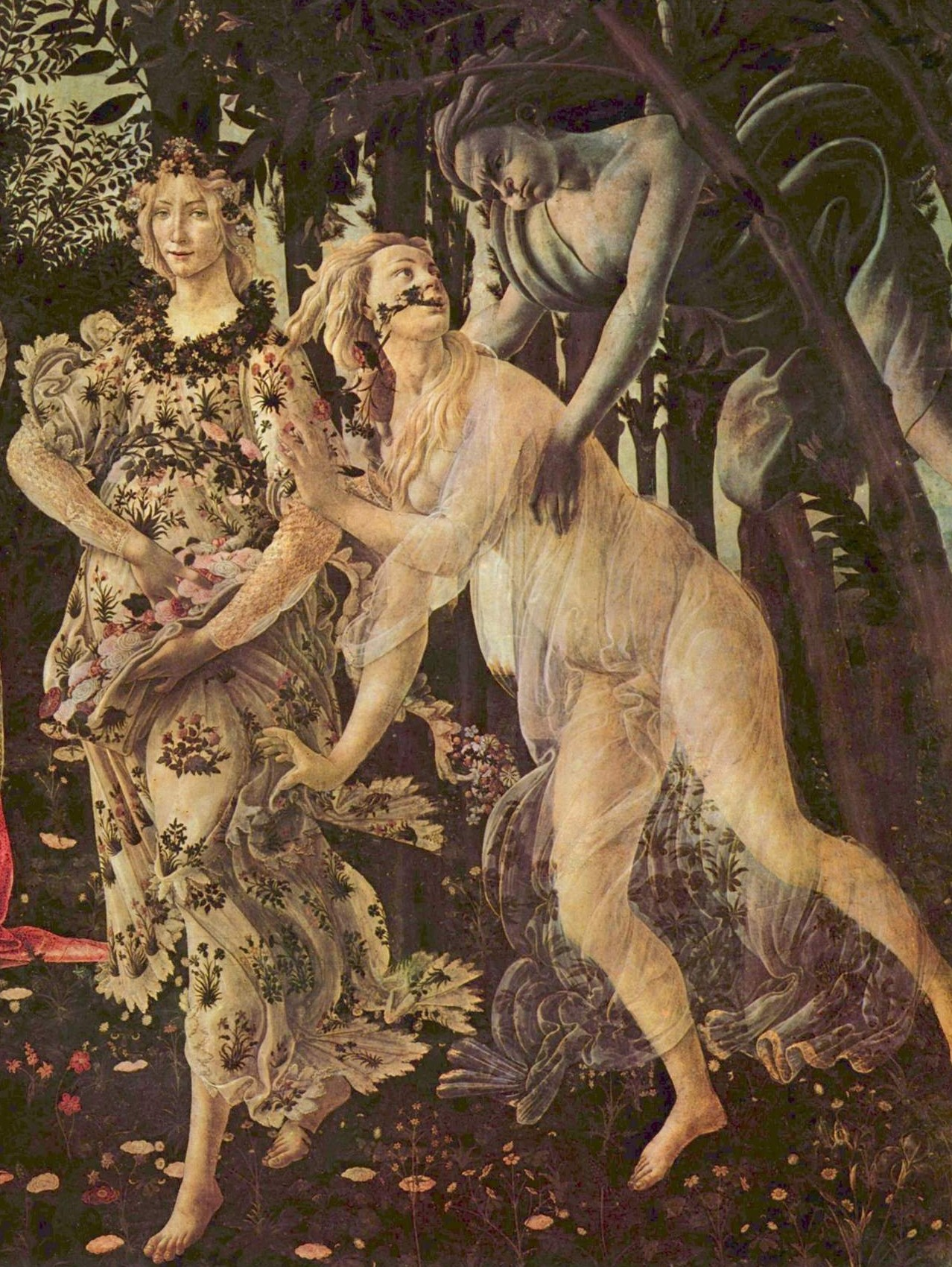
Sandro Botticelli: Primavera (detalle: a la izquierda, Flora, en el centro, Cloris, a la derecha, Céfiro), c. 1482–1487, Galería de los Uffizi, Florencia.
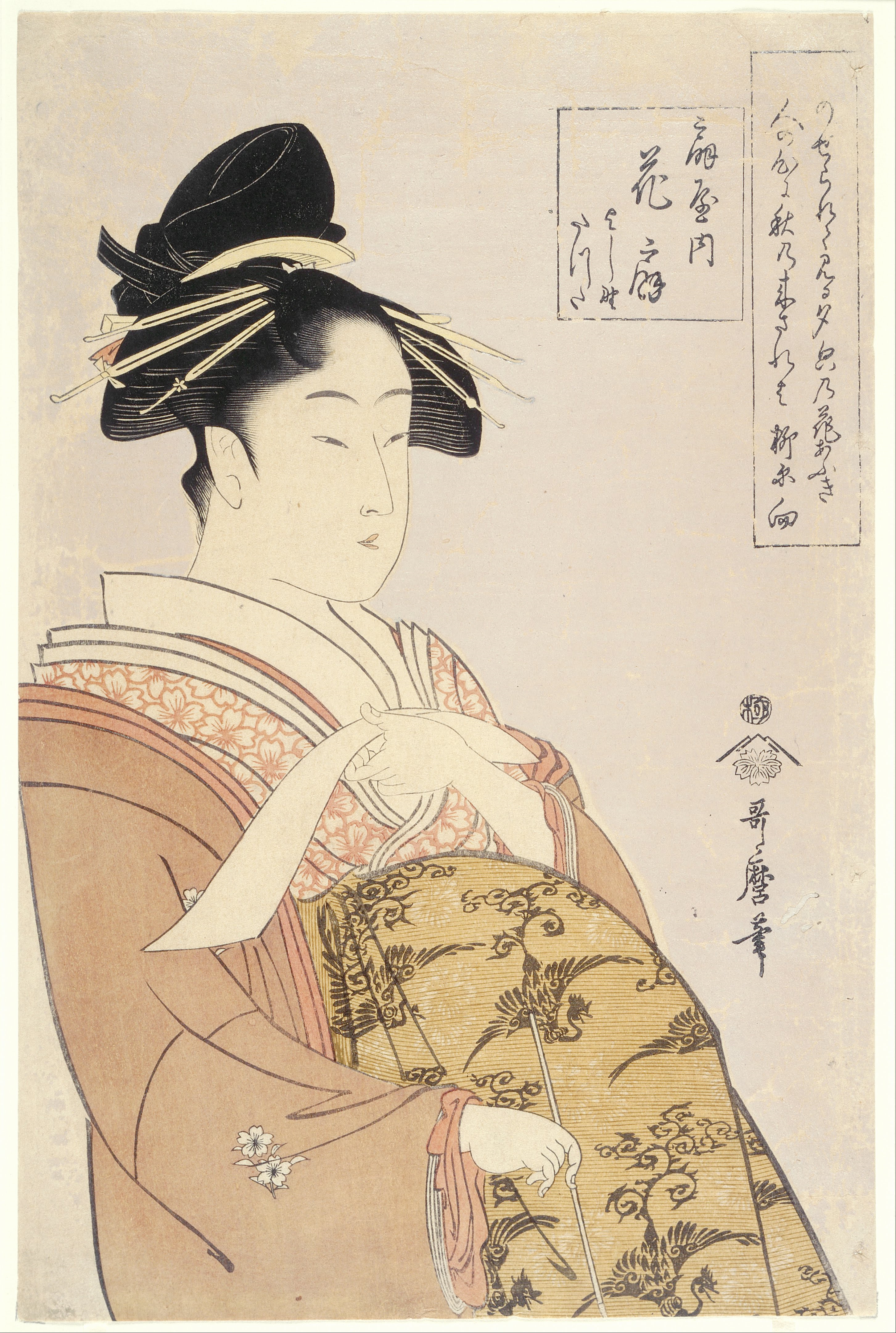
Kitagawa Utamaro: Cortesana Hanaôgi de la Casa Ogiya, c. 1806–1807, varios lugares.

Manet no pintó Primavera en la naturaleza, como podría sugerir el arbusto del fondo. Jacques Émile Blanche informa que fue creado en su estudio en la calle Ámsterdam en París. Como modelo eligió a la joven Jeanne Demarsy, de dieciséis años, que más tarde se presentó en los escenarios de teatro parisinos como actriz. El biógrafo de Manet, Adolphe Tabarant, la describió como "bien jolie, mignonne, pimpante, effrontée, un papillon de boulevard" ("muy bonita, encantadora, elegante, alegre, una mariposa de bulevar"). Otros autores son más explícitos sobre el papel de Jeanne Demarsy en la sociedad parisina, llamándola "demimonde"  o contándola entre la "crema de la escena cortesana parisina". Manet la había retratado en varias ocasiones, por ejemplo también de medio cuerpo en Mujer joven con capa (Museo de Bellas Artes de Lyon). En el pastel En el banco (Pola Museum of Art, Hakone), su cabeza aparece de perfil sobre un fondo floral, como en Primavera.
Elegir el vestuario adecuado era al menos tan importante para Manet como elegir la modelo. Al hacerlo, siguió los puntos de vista del escritor Charles Baudelaire, quien vio la tarea del pintor moderno como "capturar el aspecto poético de la ropa contemporánea". Manet estaba fascinado por la ropa femenina actual y a menudo acompañaba a sus conocidas a las casas de moda de París. Para el cuadro Primavera compró un sombrero adornado con flores de la conocida sombrerera Madame Virot, y eligió la tela para el vestido de Madame Derot. Después de las sesiones de posado de Jeanne Demarsy en el estudio, le pidió que le prestara el vestido para poder seguir trabajando en la representación de la textura de la tela en su ausencia. Jacques-Émile Blanche informó cuánto trató Manet de capturar el brillo sedoso de la pieza. Incluso el cielo azul de fondo causó problemas a Manet, quien temía que el color dominara demasiado.
Después de completar Primavera, Manet centró su atención en el tema del Otoño, en el orden de las estaciones. Para ello, también en 1881, pidió a su vieja amiga Méry Laurent, de treinta y dos años, que posara. Ahora es menos conocida por su carrera teatral como actriz y más como cortesana que se ganaba la vida con las asignaciones financieras de hombres adinerados. Manet también había pintado previamente varios otros retratos de ella. Para el retrato titulado Otoño (Museo de Bellas Artes de Nancy), Méry Laurent había comprado especialmente una chaqueta con ribete de piel de la casa de moda de Charles Frederick Worth. Como antes en Primavera, el fondo de Méry Laurent también está decorado con flores. Sin embargo, en lugar de en una escena de jardín, ella se para frente a un kimono japonés que se usa como tapiz de pared. La historiadora del arte Manuela B. Mena Marqués ha señalado la estrecha conexión entre la mujer y las flores en la obra de Manet. Ya en sus pinturas de la década de 1860 hay representaciones de mujeres con flores como decoración. Por ejemplo, el desnudo femenino reclinado en Olympia está adornado con una flor en el cabello, y en El balcón hay una mujer con un sombrero decorado con flores y una maceta con una planta en flor colocada junto a la protagonista femenina sentada. Para Manet -según Mena Marqués- las flores son el complemento natural de la mujer. Ambas se caracterizan por su belleza fugaz, delicadeza y sensualidad e incluso su olor es similar en una era de perfumes intensos y pesados. La historiadora del arte Maryanne Stevens también ve una clara relación entre las mujeres y las flores en la obra de Manet. En Primavera, según Stevens, la propia Jeanne Demarsy aparece como una flor que crece del follaje verde del fondo. El periodista Maurice de Seigneur se mostró igualmente entusiasmado cuando el cuadro se presentó en el Salón. Comparó a la joven con una flor viva. No es una mujer, sino un ramo.

En el Salón de 1882, Manet expuso la pintura junto a la obra de gran formato Un bar del Folies Bergère ( Courtauld Institute of Art, Londres). Ambos trabajos recibieron reseñas positivas de la crítica. Esto no era algo natural para Manet, porque en años anteriores sus pinturas habían sido rechazadas a menudo. No llegó a exhibir Otoño, pero en el fondo de El bar del Folies-Bergère se puede ver tanto a Demarsy como a Laurent. Después de Primavera y Otoño, Manet no pudo completar la serie de las estaciones. En los últimos meses antes de su muerte en 1883 estuvo demasiado enfermo como para poder trabajar. La historiadora del arte Anne Coffin Hanson ha sugerido que Manet pretendía el cuadro Amazona, con fondo azul (Museo Thyssen-Bornemisza, Madrid) como motivo del verano. Manet ya no pudo completar el cuadro del que Henriette Chabot fue modelo. Sin embargo, una declaración del ahijado de Manet, Léon Leenhoff, habla en contra de esta tesis afirmando que Manet también pensó en Jeanne Demarsy como modelo para el verano y Méry Laurent para el invierno.

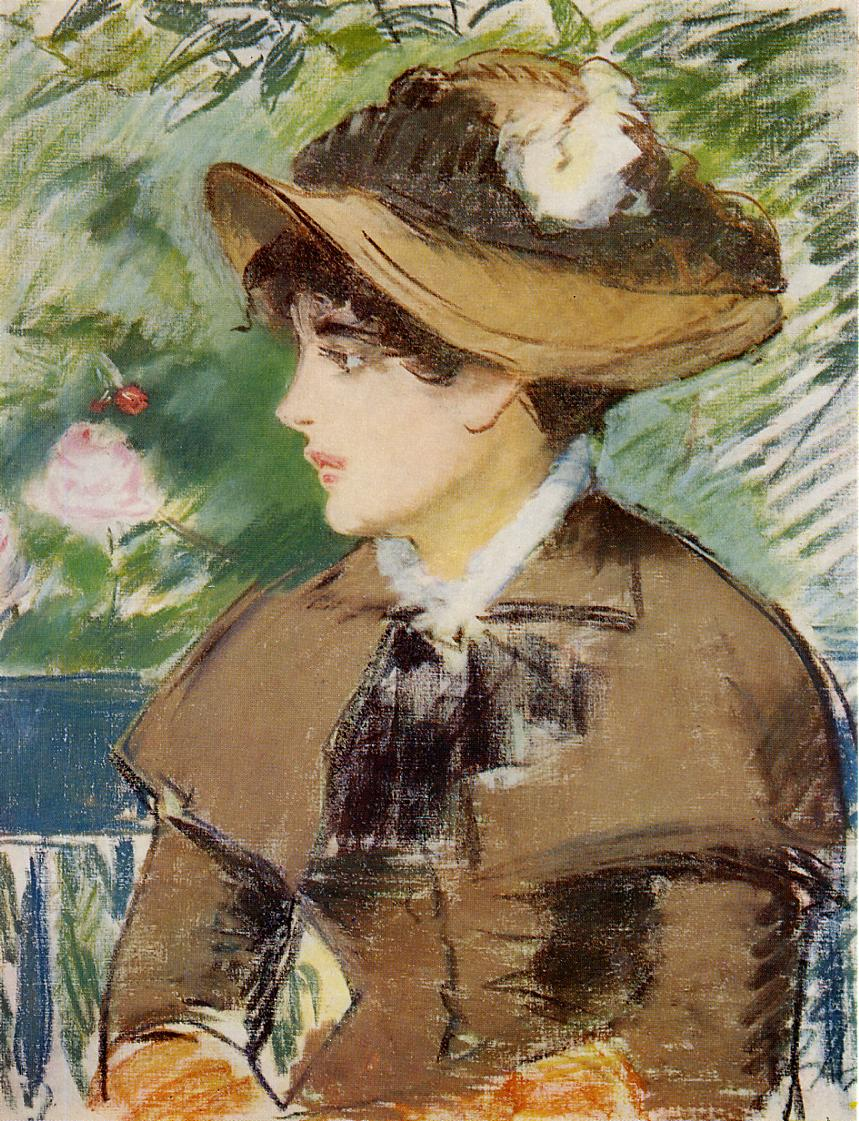
Eduard Manet: En el banco, 1881.
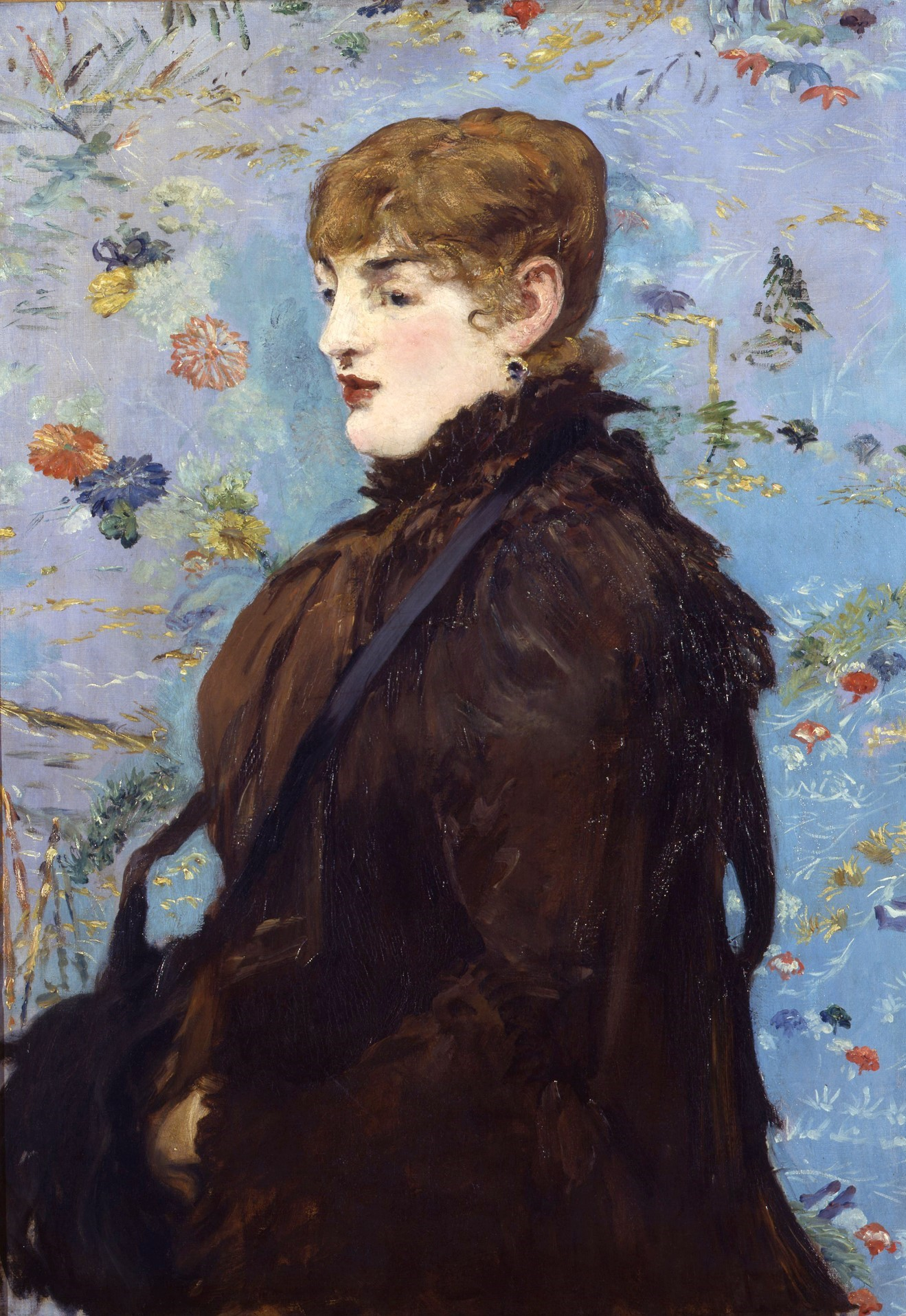
Eduard Manet: Otoño, 1882.
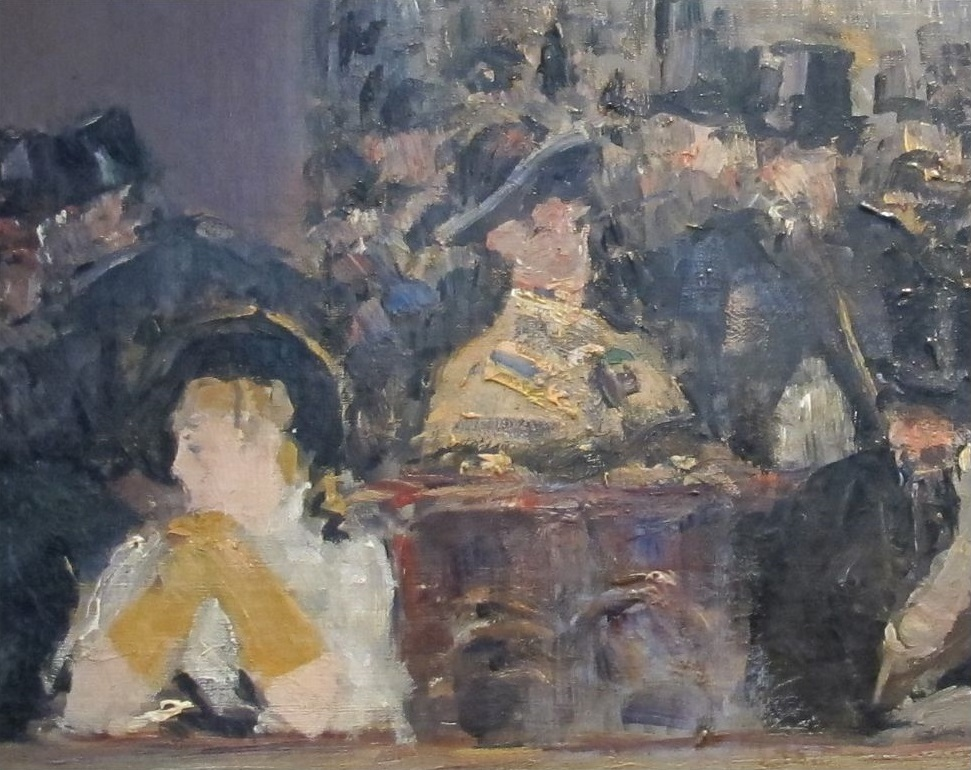
Eduard Manet: El bar del Folies-Bergère (detalle), 1881.
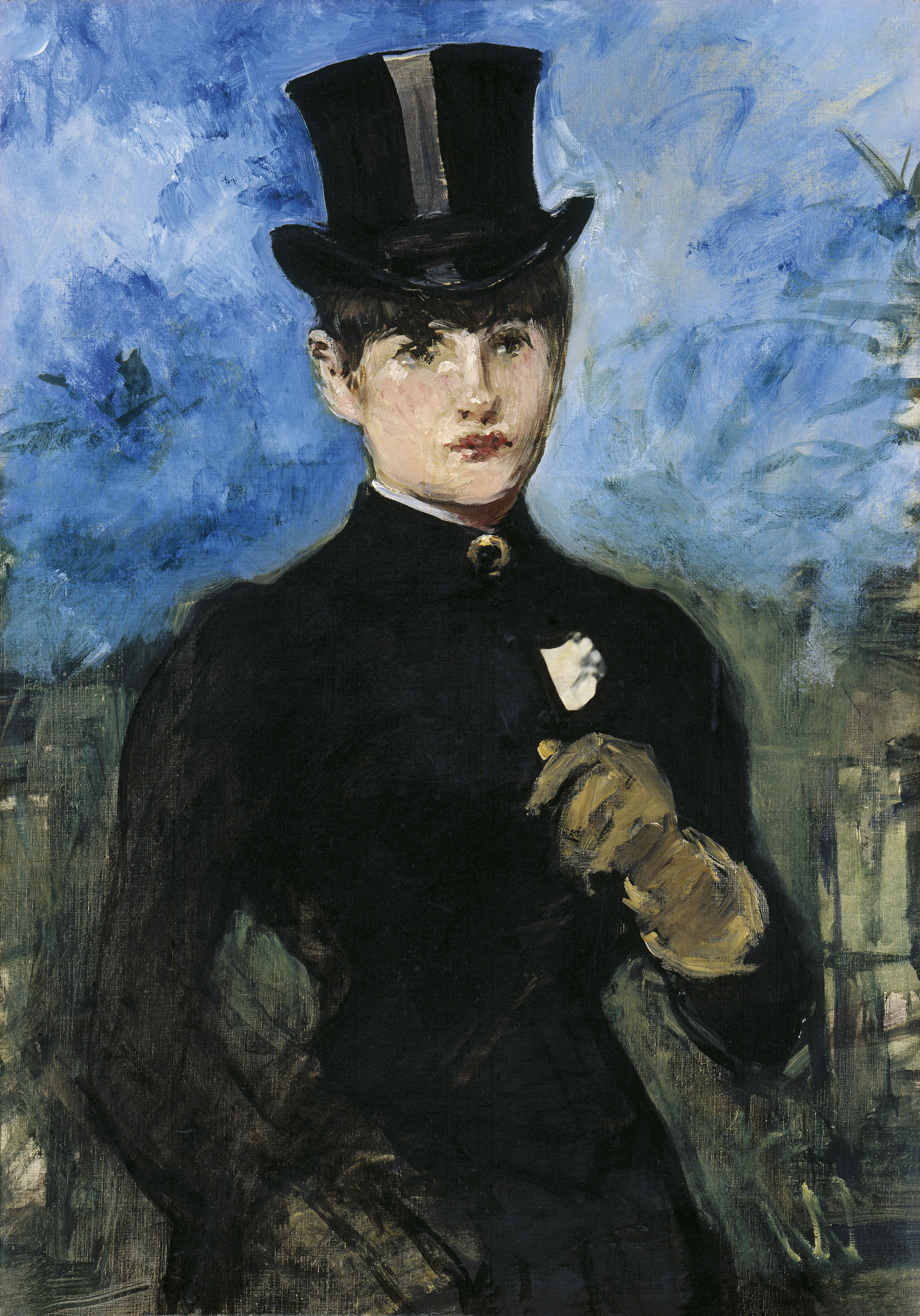
Eduard Manet: Amazona, fondo azul, 1882.

## Reproducciones
Expuesto por Manet en el Salón de París de 1882, El bar en el Folies Bergère y Primavera fueron inmediatamente aclamados por el público. El crítico Gustave Goetschy preguntó a Manet el 29 de abril de 1882 para una reproducción que iba a ilustrar un artículo con reseña del Salón en el periódico Le Soir al día siguiente. Manet respondió a Goetschy que no podía hacer un dibujo que excluyera los semitonos. Pero tomaría una foto de Jeanne. Sin embargo, tal reproducción no apareció hasta el 1 de junio de 1882 en la Gazette des Beaux-Arts. Manet hizo tomar una fotografía invertida en blanco y negro de la pintura. Luego trazó los contornos translúcidos con lápiz en el reverso de la fotografía, que había sido impresa en papel a la albúmina. El resto del dibujo fue hecho en tinta. La fotografía original con el dibujo en el reverso se encuentra ahora en la colección del Fogg Art Museum de Cambridge (Massachusetts). El aguafuerte basado en este dibujo sin semitonos sólo se conoce como reproducción en la Gazette des Beaux-Arts. Manet parece que no quedó satisfecho con el resultado e hizo grabar a Henri Guérard un segundo aguafuerte que, sin embargo, tampoco le satisfizo. Este grabado no se reprodujo hasta después de la muerte de Manet en 1890, 1894, 1902 y 1905. Existen numerosas estampas de este grabado en colecciones públicas y privadas. La placa de cobre original se encuentra en la Biblioteca Nacional de Francia en París.

Además, Manet hizo que Charles Cros produjera una litografía en color. La reproducción en color de la fotografía en tres colores apareció en un folleto titulado Impressions de mon voyage au Salon de 1882 publicado por Ernest Hoschedé. La impresión fotográfica en color realizada a partir de una fotografía del óleo reproduce la imagen invertida. Fue el primer fotograbado en color que se imprimió utilizando el proceso desarrollado por Charles Cros. La reproducción, realizada por el impresor Tolmer, parece haber satisfecho al menos a Charles Cros. En una carta a Manet escribió: “La empresa ha superado todas las expectativas. Estoy muy feliz de haber hecho mi trabajo final después de uno de sus trabajos.

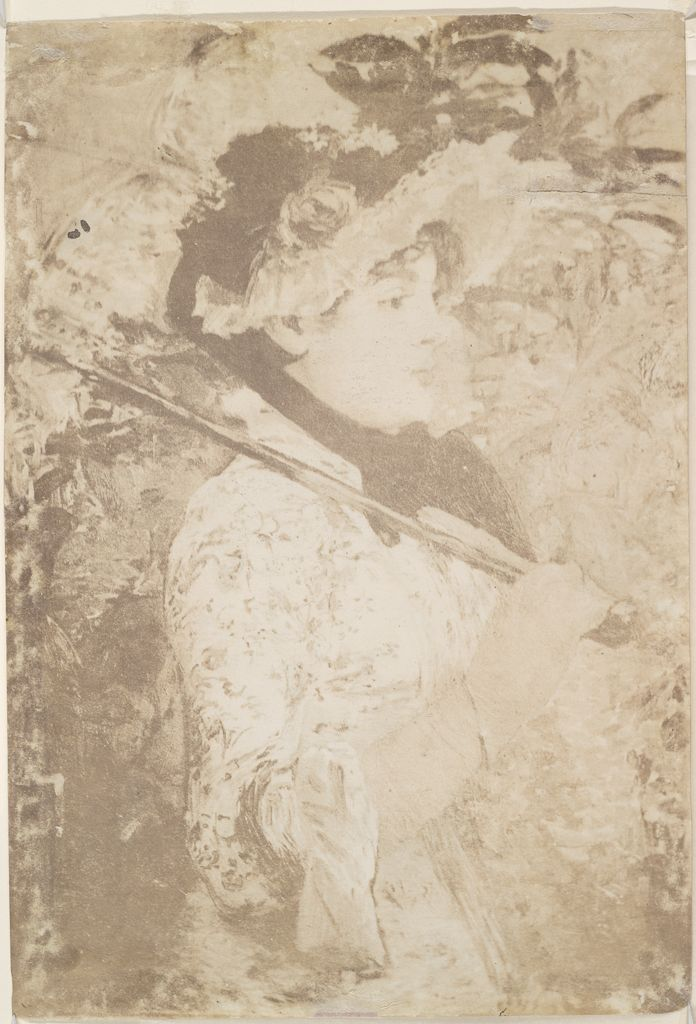
Eduard Manet: Primavera, fotografía de 1882, al revés.
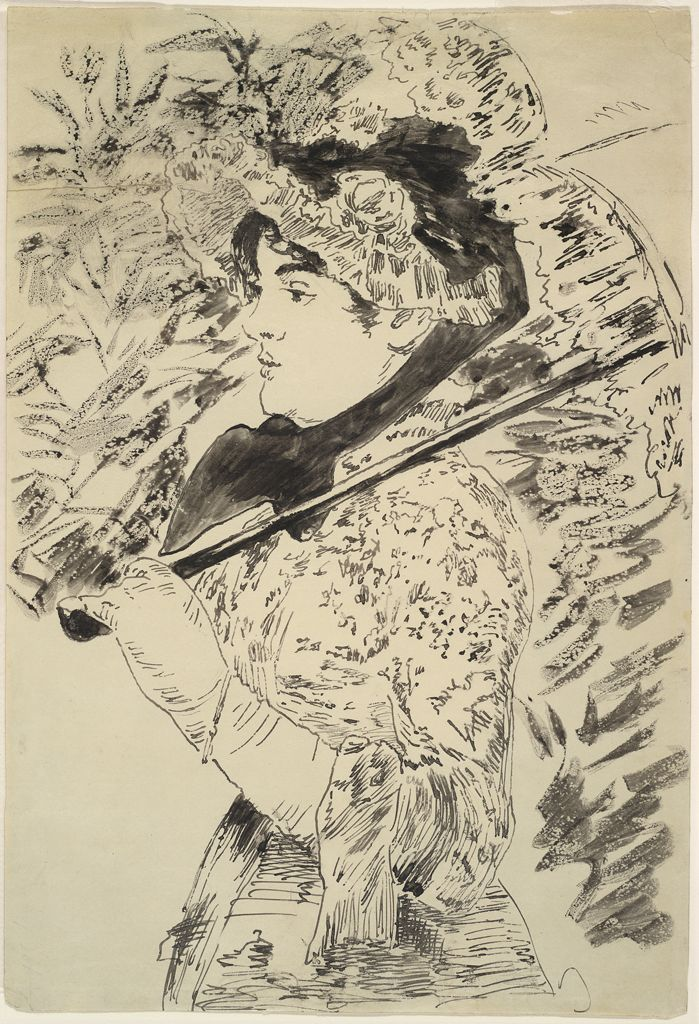
Eduard Manet: Primavera, dibujo a lápiz y tinta en el reverso de la fotografía.
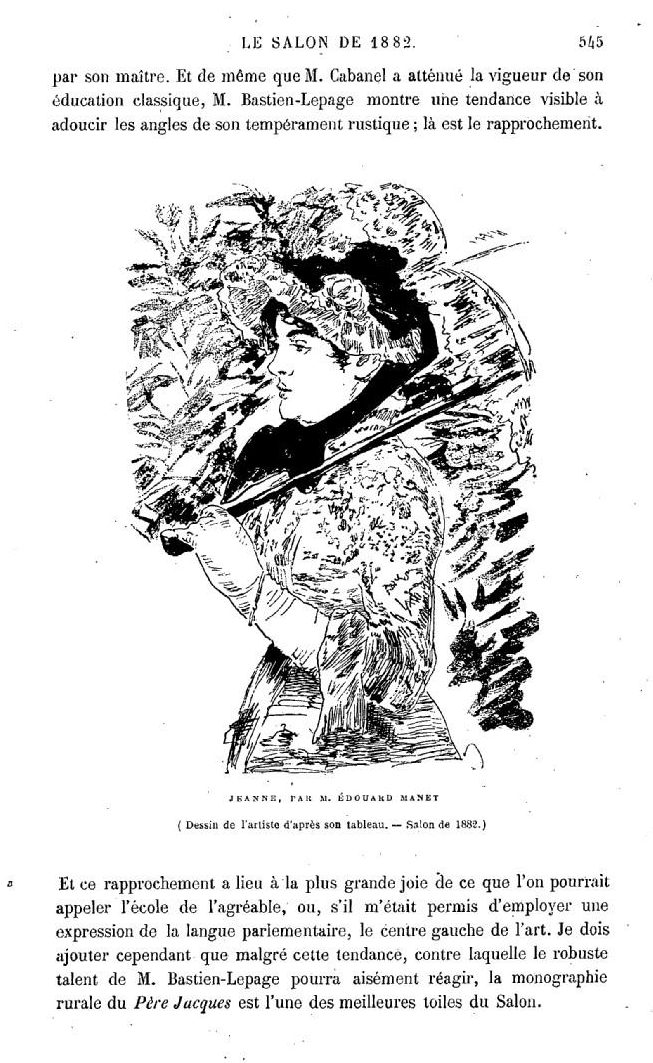
Eduard Manet: Primavera, aguafuerte sin medios tonos.
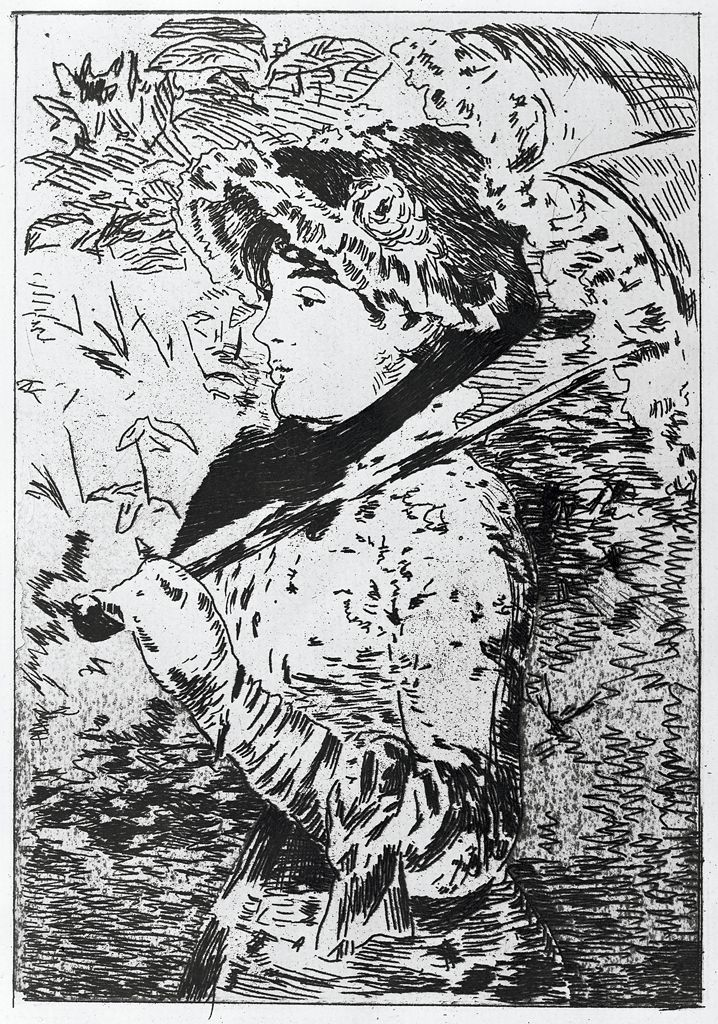
Eduard Manet: Primavera, segundo grabado.
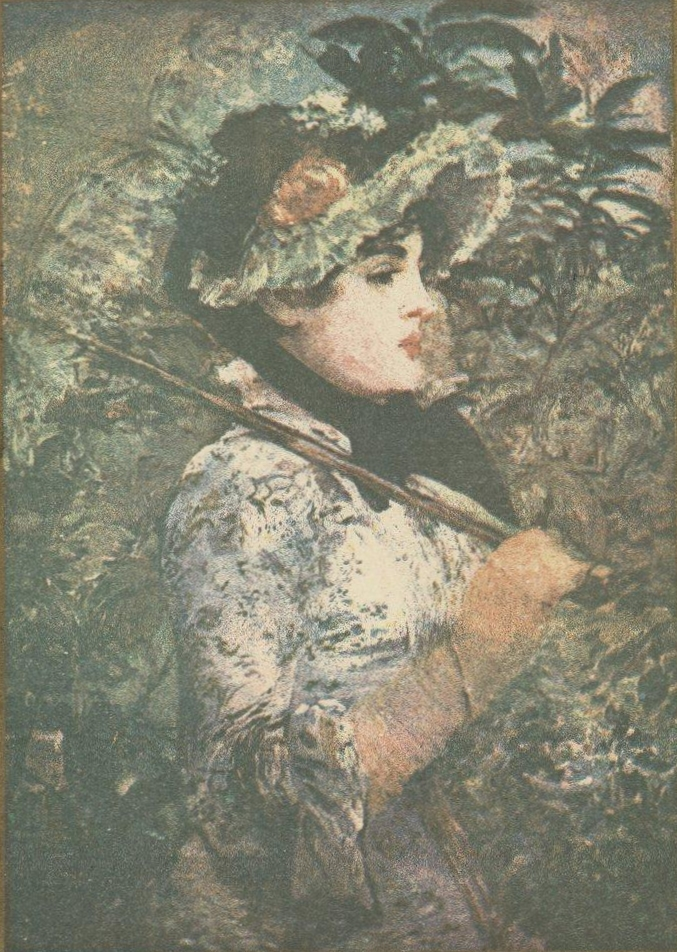
Eduard Manet: Primavera, litografía en color, invertida.

## Procedencia
Manet vendió la pintura el 2 de enero de 1883 por 3000 francos a su amigo Antonin Proust. Se la compró en 1902 el cantante de ópera Jean-Baptiste Faure, que poseía una de las colecciones más extensas de pinturas de Manet, incluidas muchas de sus principales obras. Faure vendió la pintura el 13 de marzo de 1907 al concesionario de arte Durand-Ruel en París. Mantuvo la pintura en su inventario durante dos años antes de venderla en su sucursal de Nueva York el 24 de abril. Vendida en noviembre de 1909 al coleccionista Coronel Oliver Hazard Payne (1839-1917). Después de la muerte de Payne, que no tenía hijos, su sobrino Harry Payne Bingham (1887-1955) heredó el cuadro. Sus descendientes pusieron la pintura a disposición en préstamo permanente a la Galería Nacional de Arte en Washington D. C. de 1993 a 2014. La pintura salió a subasta en la sucursal de Christie's en Nueva York en noviembre de 2014. El Museo J. Paul Getty de Los Ángeles adquirió la pintura por 65.125.000 dólares. Es el precio más alto jamás pagado por una obra de Manet en una subasta.